# Thomas Winning
Thomas Joseph Winning (3 de junho de 1925 - 17 de junho de 2001) foi um cardeal escocês da Igreja Católica Romana . Ele serviu como arcebispo de Glasgow a partir de 1974 e presidente da Conferência Episcopal da Escócia de 1985 até sua morte. A vitória foi elevada ao cardinalato em 1994.

## Primeiros anos
Tom Winning era o filho mais velho de dois filhos de uma devota família católica romana em Wishaw , Lanarkshire . Seu pai, filho de um imigrante irlandês do condado de Donegal , trabalhou como mineiro de carvão, serviu na Primeira Guerra Mundial e foi empregado na indústria siderúrgica . Ao perder o emprego, seu pai investiu em maquinaria para fazer doces cozidos que ele vendeu em torno das casas do bairro como uma forma de trazer dinheiro para sua família. Venceram na Primária de St Patrick, Shieldmuir, Craigneuk , onde sua devoção à Igreja Católica Romana começou. Ele serviu como um coroinhae corista. Então, enquanto na High School de Our Lady, Motherwell , ele expressou o desejo de se tornar um padre. Ele aplicou com sucesso para estudar para a Arquidiocese Católica Romana de Glasgow e na aceitação foi nomeado para o Seminário de São Pedro, Bearsden , aos 17 anos.

## Sacerdócio
Ele começou a treinar no Saint Mary's College, em Blairs, Aberdeen , onde os estudantes de filosofia de São Pedro estavam temporariamente sendo abrigados e ensinados, e então mudaram-se para São Pedro, Bearsden. Quando um incêndio em Bearsden destruiu o seminário durante obras de renovação, toda a comunidade universitária foi transferida para o St. Joseph's College , em Mill Hill , Londres. Depois que a guerra terminou, ele fez parte do primeiro grupo de estudantes a serem enviados para repovoar o Colégio Escocês em Roma. O Colégio estava vazio de estudantes desde 1939. Ele foi ordenado na Igreja de São João de Latrão , em Roma, em 18 de dezembro de 1948. Seu pai vendeu o maquinário de fabricação de doces como forma de pagar a tarifa para a família ir para Roma. para a cerimônia.
Sua primeira nomeação foi como assistente ( curador ) em St Aloysius, Chapelhall, Lanarkshire , mas depois de um ano ele retornou a Roma para estudar direito canônico , ganhando em 1953 um doutorado (DCL). Depois disso, foi curado na Igreja de Santa Maria, em Hamilton, de 1953 a 1957, e de 1956, secretário do Bispo James Donald Scanlan, de Motherwell. Depois de um período na Catedral de Nossa Senhora da Boa Ajuda, em Motherwell, de 1957 a 1958, tornou-se Capelão das Irmãs Franciscanas da Imaculada Conceição em Bothwell até 1961. Neste ponto, tornou-se Diretor Espiritual no Pontifício Colégio Escocês. Logo após sua chegada em Roma, oO Concílio Vaticano II foi convocado e, portanto, ele foi singularmente colocado para se envolver com os bispos durante esses anos históricos das várias sessões do Concílio. Ao mesmo tempo, ele continuou seus estudos tornando-se um defensor da sagrada rota romana em 1965. No final dos anos 1960, após seu retorno à Escócia, ele foi nomeado secretário de última hora para as reuniões da Conferência Episcopal da Escócia .
Em 1966, ele foi chamado de volta à Escócia, onde foi nomeado para seu primeiro cargo como pároco em Saint Luke, Motherwell , onde permaneceu até 1970, quando foi nomeado como o primeiro oficial do recém-formado Tribunal Nacional Escocês.

## Episcopado
Em 22 de outubro de 1971 foi nomeado para o episcopado , como bispo auxiliar do arcebispo de Glasgow , sendo consagrado Bispo Titular de Lugmad em 30 de novembro de 1971 e três anos depois em 23 de abril de 1974 sucedeu o arcebispo Scanlan quando ele foi traduzido para a Metropolitan Ver de Glasgow . Em 1975, ele se tornou o primeiro arcebispo católico romano a dirigir-se à Assembléia Geral da Igreja da Escócia na história daquela Igreja. Depois de sua nomeação para o Colégio dos Cardeais (veja abaixo), ele foi novamente convidado a dirigir-se à Assembléia Geral.
A vitória era frequentemente franca e sem medo de expor publicamente o entendimento da Igreja Romana sobre questões morais como aborto e homossexualidade (tornando-se defensor de uma campanha em 2000, liderada pelo empresário Brian Souter , contra a revogação da Seção 28 , e questões eclesiásticas como O celibato dos sacerdotes desafiou o Ato de Liquidação e também iniciou um esquema para dar apoio financeiro às jovens mães, como uma alternativa ao aborto, rejeitando um plano para renovar e estender a Catedral de Santo André , pois o dinheiro seria melhor gasto sobre os pobres da Arquidiocese.Ele desempenhou um papel importante em trazer o Papa João Paulo II para a Grã-Bretanha em 1982, uma visita que foi quase cancelada por causa doConflito das Malvinas que coincidiu com a visita. Acredita-se que a vitória tenha convencido o papa a continuar com a visita que foi a primeira visita oficial ao Reino Unido por um pontífice .

## Cardinalizado
Em 26 de novembro de 1994, foi elevado ao Colégio dos Cardeais pelo Papa João Paulo II e nomeado cardeal-sacerdote de Sant'Andrea delle Fratte . Ganhar era apenas o segundo cardeal desde a Reforma, que se baseava na Escócia. Ele foi premiado com graus honorários das universidades de Aberdeen (LL.D. 1996), Glasgow (DD, 1983) e Strathclyde (D. Univ, 1992); A Universidade de Glasgow fez dele um professor honorário na Faculdade de Divindade em 1996. Ele foi nomeado pelo Papa João Paulo II para o Pontifício Conselho para a Promoção da Unidade Cristã.e ao Pontifício Conselho para a Família , novembro de 1994 até sua morte.

## Morte
Thomas Winning morreu no cargo em junho de 2001, após um ataque cardíaco e foi enterrado na cripta da Catedral de St Andrew, em Glasgow . Seu sucessor como arcebispo de Glasgow foi Mario Conti .
Em junho de 2011, duas escolas separadas em Glasgow combinaram-se em uma nova escola localizada em Tollcross, a qual eles votaram para chamar o cardeal Winning após o falecido arcebispo de Glasgow . O novo Cardinal Winning Secondary foi inaugurado na terça-feira, 21 de junho de 2011 e contém alunos de St Joan of Arc e St Aidan's, duas escolas localizadas em Glasgow .